# Composition 1950 (Peinture)
Composition 1950 (Peinture) est une huile sur toile de Nicolas de Staël réalisée en 1950, année où l’artiste commence à être reconnu et où il a produit un très grand nombre de toiles toutes intitulées Composition 1950, ce qui ne facilite pas la tâche de l'inventaire de l'œuvre, obligeant à introduire des variantes dans les titres pour les différencier. L’année 1950 comporte plus de quarante Compositions 1950, en excluant celles surtitrées dans le catalogue raisonné établi par Françoise de Staël en collaboration avec Anne de Staël, André Chastel et Germain Viatte (Composition en gris et bleu, Composition bleue). les auteurs du catalogue on ajouté une couleur dans le titre pour les différencier : Composition 1950 (vert pâle gris et rouge), huile sur toile 45,9 × 61,1 cm, musée d'art de Denver, Denver (Colorado), Composition 1950 (rouge), 1950, huile sur toile 80,3 × 99,5 cm, musée d'art de Saint-Louis, Saint-Louis.
Cette toile figure au no 256 du catalogue raisonné qui répertorie encore, pour la même année Composition 1950 (Composition grise) toile de format encore plus grand. En 1997, elle avait été exposée plus de dix fois notamment en 1991 à la Fondation Maeght pour une rétrospective dont Jean-Louis Prat et Harry Bellet ont établi le catalogue, avec des commentaires de Jean-Pierre Jouffroy extraits de l'ouvrage La Mesure de Nicolas de Staël

## Contexte
C’est une année faste pour Nicolas de Staël qui commence à être acheté massivement par des collectionneurs et par des musées américains ou européens. Son atelier se vide comme par enchantement et ses Compositions 1950, vont prendre place dans les musées : Composition 1950 (Staël), huile sur toile 124,8 × 79,2 cm, Tate Londres, Composition 1950 (untitled), huile sur toile 60 × 92 cm, musée d’Israël, Jérusalem, Israël. Composition 1950 (Composition sans titre), 1950, huile sur toile 124,8 × 79,2 cm, Tate (galerie), Londres. C’est aussi l’année où le peintre s’éloigne de plus en plus du groupe des abstraits qu’il désigne comme:  le gang de l’abstraction avant et dont il demande à Bernard Dorival, directeur du musée d’art moderne de Paris de l’écarter.
Cette même année, se tient chez Jacques Dubourg boulevard Haussmann du 1er au 15 juin, une exposition Nicolas de Staël où sont réunis d’anciens tableaux comme De la danse, mais aussi des toiles plus récentes, ses compositions comme Composition en gris et bleu. Des personnalités prestigieuses sont présentes dans la galerie et achètent des toiles. « ... Breton était là avec son air de peintre retraité(...) il y avait aussi des journalistes : Patrick Waldberg, Julien Saillet. »
Dans le journal L'Observateur, Charles Estienne compare la lumière de Staël à celle de Rembrandt. Et André Chastel dans le journal Le Monde, écrit : « Staël a le don fort rare chez les abstraits  d’occuper pleinement les grands formats. »

## Description
« La toile devient le lieu du savoir profond offert (...) Dans ce travail, Nicolas de Staël est un peintre pour qui la concentration est une nécessité vitale qui suppose de ne se laisser distraire en rien de l'objet principal : cette peinture est-elle assez faite? Finir ? C'est une préoccupation fondamentale. »

Cette toile précède la Composition 1950  la plus monumentale de l'artiste : Composition 1950 (Composition grise) dont elle amorce déjà la monumentalité, avec un couteau qui organise la surface en grands pans contrastés, aux nuances rares et aux articulations bien agencées, dans un rythme qui n'est pas sans évoquer celui de Serge Poliakoff. Le critique d'art Douglas Cooper précisait que cet enchainement de chaque bloc a une tonalité distincte quoique pas nécessairement pure.
La toile figure parmi les œuvres exposées lors de la rétrospective au Centre national d’art et de culture Georges-Pompidou de 2003. Achetée monsieur et madame Frederick Papert de New York, elle a été vendue en 1977 par Sotheby's à un collectionneur anglais.